# Gestohlene Generationen

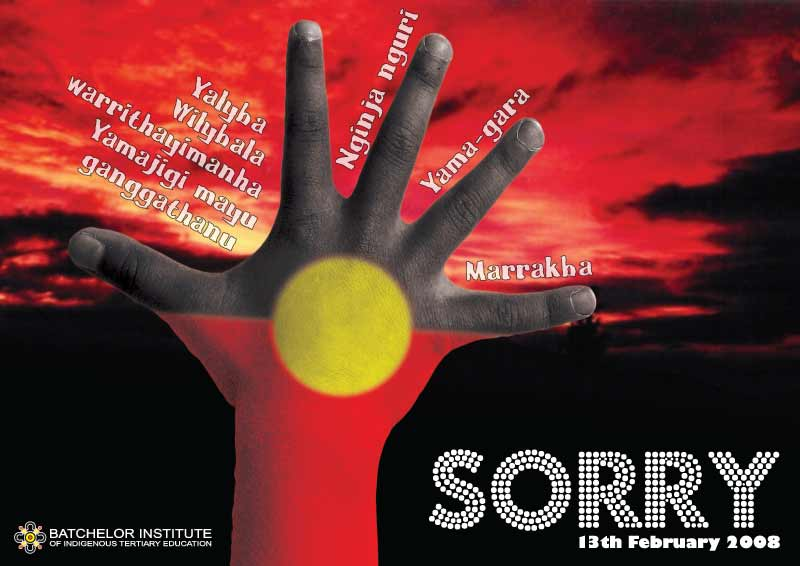
Poster zum National Sorry Day

Der Begriff Gestohlene Generationen (englisch: Stolen Generations) bezeichnet in der politischen Geschichte Australiens die Generationen von Kindern der australischen Ureinwohner (Aborigines), die von der australischen Regierung aus ihren Familien genommen wurden. Aus heutiger Sicht handelte es sich um einen rassistischen Verstoß gegen die Menschenrechte. Die Zwangsentfernung der meist „halbblütigen“ Kinder (half-caste children) geschah systematisch offiziell von ungefähr 1909 bis 1969. Zehn bis dreißig Prozent aller Aborigines-Kinder waren betroffen.

## Maßnahmen und Gründe
Nachdem die Aborigines im 19. Jahrhundert ihr Land und den Zugang zu Wasser an die weißen Siedler verloren hatten, wurden ihnen Reservate zugewiesen. Dort blieben sie weitgehend abhängig von Nahrungsmittellieferungen der Regierung. Dass die Zahl der „reinrassigen“ Aborigines abnahm, die der „Mischlinge“ aber stark zunahm, löste Bestrebungen bei den Regierungen aus, diese „Mischlinge“ zu assimilieren und als Arbeitskräfte der weißen Gesellschaft zuzuführen, anstatt sie weiterhin in der Abhängigkeit staatlicher Hilfe in den Reservaten zu belassen. Daraufhin wurden in den Bundesstaaten Australiens entweder von Chief Protectors in South Australia und Northern Territory oder von Aboriginal Protection Boards in Victoria, Western Australia, New South Wales und Queensland verschiedene Aboriginal Protection Acts erlassen, die die rechtliche Grundlage für das Entfernen von Kindern bilden sollten. In Tasmanien gab es keine derartige Organisation bzw. Regelungen, da die Tasmanier als Volk faktisch nicht mehr vorhanden waren.
In der Folge wurden Kinder aus ihren Aborigine-Familien entfernt, zumeist allerdings ohne Gerichtsbeschluss oder den Nachweis, dass es sich um vernachlässigte Kinder handelte. Stattdessen wurden Kinder willkürlich und zum Teil gewaltsam sprichwörtlich aus den Armen ihrer Mütter gerissen. Die Kinder wurden in staatlichen Heimen, Missionen und zu weißen Familien zur Adoption gegeben, wo sie wie Weiße erzogen werden sollten, um später ein Leben in der weißen Gesellschaft aufzunehmen.

## Reaktionen

### Politik
Nach Veröffentlichung des Abschlussberichts Bringing Them Home am 26. Mai 1997 erlangten die Gestohlenen Generationen weltweite Aufmerksamkeit. Ein Gedenktag, der National Sorry Day, wurde eingerichtet.
Im August 2007 gab es erstmals ein richtungsweisendes Urteil, das dem als Kind geschädigten Bruce Trevorrow eine Entschädigung von 525.000 australischen Dollar zusprach. Am 13. Februar 2008 entschuldigte sich der neu gewählte Premierminister Kevin Rudd in einer Rede vor dem australischen Parlament für das den Aborigines während zwei Jahrhunderten angetane Unrecht.

### Kultur
Das Theaterstück Stolen, das von Jane Harrison geschrieben und 1998 in Australien uraufgeführt sowie in Asien und in den USA aufgeführt wurde, befasst sich mit dem Schicksal von fünf Aboriginekindern, die ihren Müttern weggenommen wurden.
Doris Pilkington erhielt für den Roman Caprice – A Stockman’s Daughter 1996 einen Literaturpreis. Sie veröffentlichte 1996 den Roman „Follow the rabbit-proof fence“, der 2002 unter dem Titel Long Walk Home (Originaltitel: Rabbit-Proof Fence) verfilmt wurde und die Stolen Generations zum Thema hat. Der Roman schildert die Flucht von drei Aborigine-Mädchen aus einem Lager, entlang des 3.256 Kilometer langen Schutzzauns gegen die Kaninchenplage.
Archie Roach, der in der Framlingham Aboriginal Mission geboren wurde, veröffentlichte 1990 ein Album, das den Titel Took the Children Away enthielt. Dieser Song widmet sich dem Thema der Stolen Generations und erreichte große Bekanntheit, Roach gewann mit dem Lied mehrere Preise und erhielt als Auszeichnung für den Verkaufserfolg eine Goldene Schallplatte. Roger Knox und Melinda Schneider coverten den Song später.
Die Band Goanna brachte das Lied Sorry heraus, das das Schicksal der Gestohlenen Generation behandelt und weltweit bekannt wurde.
Auch der Kinofilm Australia aus dem Jahr 2008 befasst sich unter anderem mit diesem Thema.